# أليساندرو ألبانيز
أليساندرو ألبانيز هو لاعب كرة قدم بلجيكي، ولد في 12 يناير 2000 في لياج في بلجيكا.